# General Electric J85
«General Electric J85» — турбореактивний двигун, розроблений та виготовляється американською компанією «General Electric». Військові версії створюють тягу до 17 кН (до 22 кН з включеним Форсаж), що, при власній вазі двигуна 260—310 кг (залежно від модифікації), забезпечує йому чудову тягооснащеність. Цивільні версії відрізняються відсутністю форсажної камери (модель «CJ610») та встановленим ззаду вентилятором (лопатки вентилятора є продовженням лопаток турбіни низького тиску) для підвищення економічності (модель «CJ700»). «General Electric J85» став одним з найуспішніших продуктів в історії компанії, цивільні версії налітали в цілому 16,5 млн годин. ВПС США планують використовувати ці двигуни до 2040.